# Aeroporto di Faleolo
L'aeroporto di Faleolo (IATA: APW, ICAO: NSFA) è un aeroporto ubicato sull'isola di Upolu, a 40 km da Apia, capitale delle Samoa. Esso serve collegamenti anche con l'Australia, la Nuova Zelanda e le Hawaii, possibili grazie all'espansione dell'aeroporto, avvenuta nel 1984.

## Storia
Inizialmente l'aeroporto internazionale di Faleolo, denominato Faleolo Airfield (Pista di atterraggio di Faleolo), venne costruito dall'unità Seabee della Marina degli Stati Uniti in seguito allo scoppio della guerra nell'Oceano Pacifico nel 1942, completato nel luglio dello stesso anno, e divenne un'estensione della Stazione Navale Tatuila degli Stati Uniti e del Gruppo di Difesa dell'Area delle Samoa. Dopo che la pista fu completata vi fu trasferito dall'aeroporto di Tafuna lo Squadrone Combattente della Marina VMF-111 per proteggere le isole di Upolu e Savai'i da un'eventuale invasione giapponese. Nel marzo 1943 la pista (1 219 m x 61 m) fu estesa a 1 829 m x 107 m per ospitare una pista di rullaggio e lo spazio per basare 57 aerei da combattimento; nello stesso anno vennero costruiti edifici di supporto e due hangar.